# 1965年の政治
1965年の政治（1965ねんのせいじ）では、1965年（昭和40年）の政治分野に関する出来事について記述する。

## できごと

### 2月
- 2月7日 - 米、北ベトナム爆撃開始。

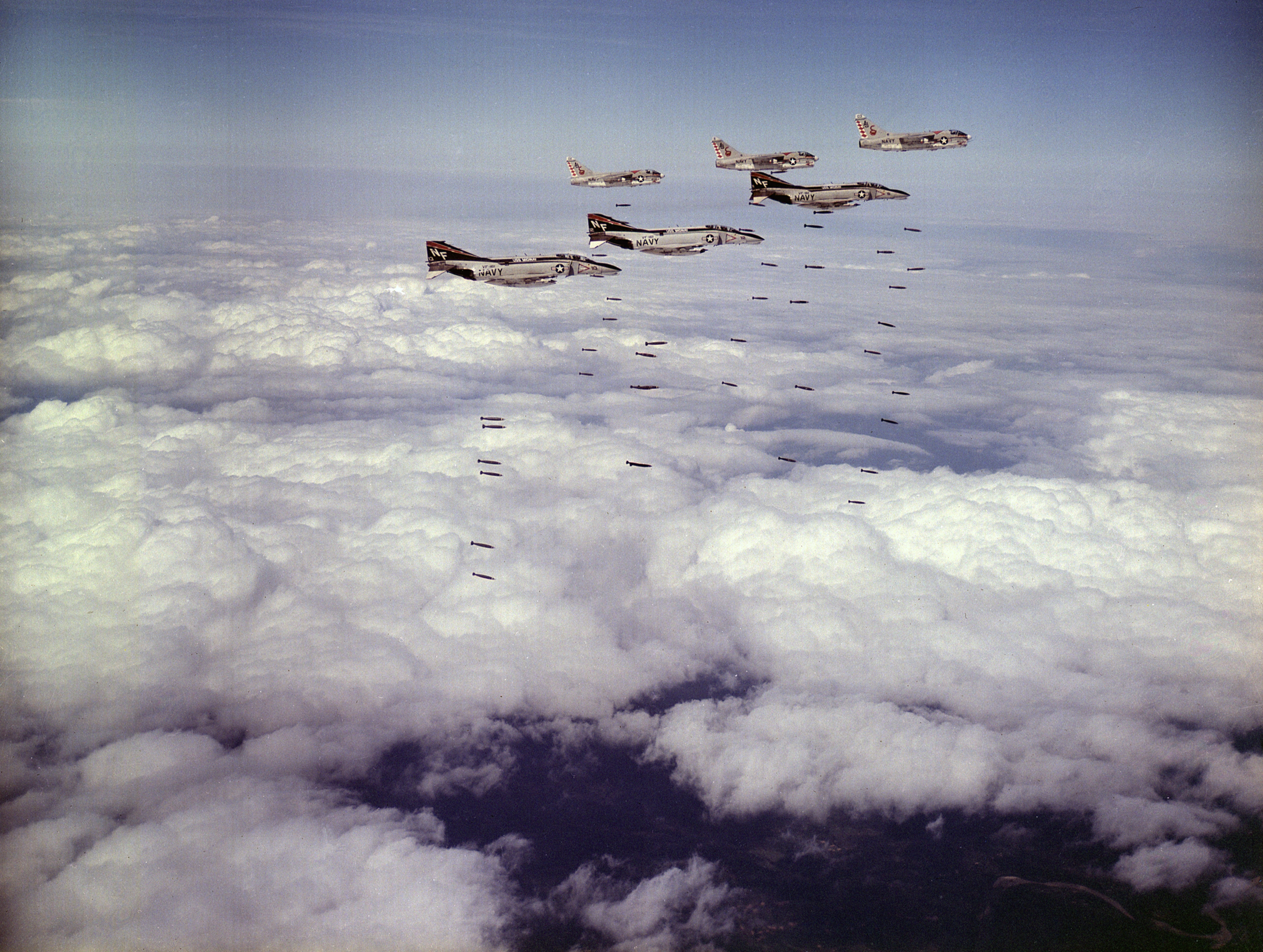
北ベトナムに爆弾を投下するアメリカ海軍のF-4戦闘機とA-7攻撃機

- 2月10日 - 衆議院予算委員会で岡田春夫社会党衆議院議員が防衛庁の三矢研究を暴露し混乱する。
- 2月21日 - 米、黒人運動指導者マルコムXが暗殺される。

### 3月
- 3月8日 - 米海兵隊、ダナン上陸。

### 4月
- 4月21日 - ILO87号条約批准と関係国内4法案が衆議院本会議で可決。
- 4月24日 - アメリカの北爆に反対し小田実らが「ベトナムに平和を!市民連合」（ベ平連）を結成。

### 5月
- 5月6日 - 社会党大会で中央執行委員長に佐々木更三を選出。
- 5月28日（21日か？） - 田中角栄蔵相、山一證券の経営危機に対して日銀特融を決断。

### 6月
- 6月3日 - 東京都議会黒い霧事件に起因する解散リコール運動への対応として、自民党主導により地方公共団体の議会の解散に関する特例法[1]が急遽制定、施行される[2]。
- 6月14日 - 地方公共団体の議会の解散に関する特例法に基づき、東京都議会が地方自治体の議会として初めて自主解散。
- 6月22日 - 日本国と大韓民国との間の基本関係に関する条約（通称: 日韓基本条約）締結。

### 7月
- 7月4日 - 第7回参議院議員通常選挙。
- 7月8日 - 河野一郎が死去。

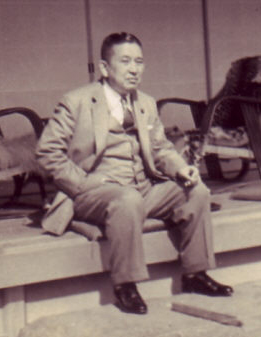
実力者河野一郎が死去

- 7月22日 - 第49臨時国会召集（8月11日閉会）。
- 7月26日 - モルディブがイギリスから独立。
- 7月27日 - 経済政策会議、不況対策に国債発行を決定。

### 8月

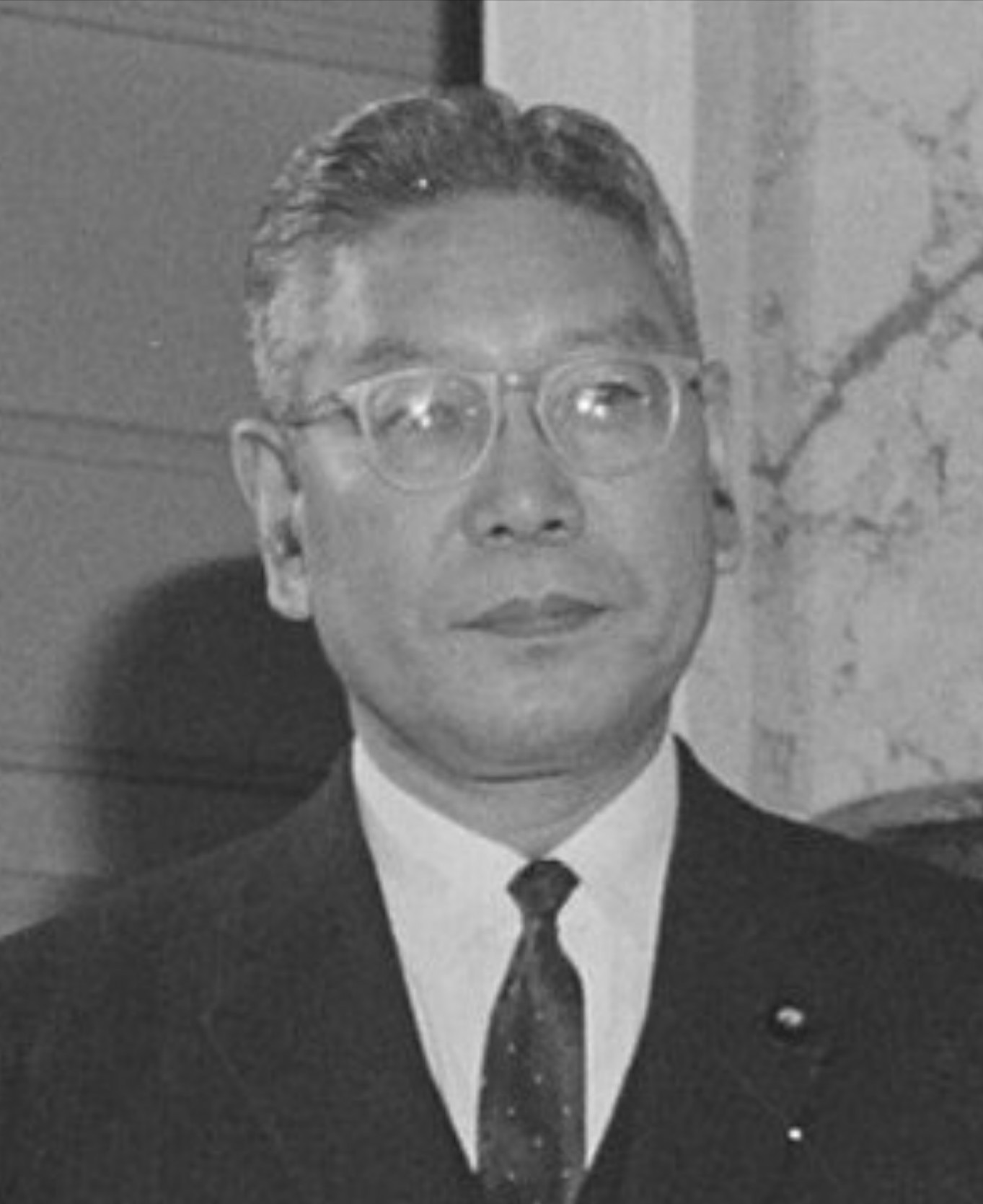
池田勇人死去

- 8月9日 - シンガポールがマレーシアから独立。
- 8月13日 - 池田勇人前首相死去。
- 8月19日 - 佐藤首相、戦後、首相として初の沖縄県訪問。

### 9月
- 9月17日 - 佐藤首相、派閥解消を提唱。

### 10月
- 10月1日 - キューバ社会主義革命統一党（PURSC）、キューバ共産党に改称。フィデル・カストロ首相を党第一書記に選出。
- 10月5日 - 臨時国会召集（日韓基本条約審議のため）。自民党は本会議における強行採決で70日間の会期を議決する。

### 11月
- 11月5日 - 民社党、議員総会で日韓基本条約賛成を決定。
- 11月6日 - 衆議院日韓条約特別委員会で強行採決。
- 11月9日 - フィリピン、マルコス大統領当選。
- 11月10日 - 姚文元、京劇『海瑞罷官』を批判（文化大革命の開始）。
- 11月19日 - 戦後初の「赤字国債」発行が閣議で決定。
- 11月30日 - 礼宮文仁親王誕生。

### 12月
- 12月9日 - ソウルで日韓条約批准書交換式。
- 12月10日 - 日本、国連安全保障理事会の非常任理事国に当選。
- 12月11日 - 参議院本会議で社会党などが欠席した中、日韓条約を可決する。
- 12月20日 - 第51国会召集（1966年6月27日閉会）。